# UAE Tour 2021
La 3.ª edición del UAE Tour fue una carrera de ciclismo en ruta por etapas que se celebró entre el 21 y el 27 de febrero de 2021 en los Emiratos Árabes Unidos con inicio en la ciudad de Ruwais y final en el emirato de Abu Dabi sobre un recorrido de 1045 kilómetros.
La carrera formó parte del UCI WorldTour 2021, calendario ciclístico de máximo nivel mundial, siendo la primera carrera de dicho circuito y fue ganada por el esloveno Tadej Pogačar del UAE Emirates. Completaron el podio, como segundo y tercer clasificado respectivamente, el británico Adam Yates del INEOS Grenadiers y el portugués João Almeida del Deceuninck-Quick Step.

## Equipos participantes
Tomaron parte en la carrera 20 equipos: 19 de categoría UCI WorldTeam y 1 de categoría UCI ProTeam. Formaron así un pelotón de 139 ciclistas de los que acabaron 125. Los equipos participantes fueron:
| WorldTeams (19)- AG2R Citroën Team - Astana-Premier Tech - Bahrain Victorious - Bora-Hansgrohe - Cofidis - Deceuninck-Quick Step - EF Education-Nippo - Groupama-FDJ - Ineos Grenadiers - Intermarché-Wanty-Gobert Matériaux - Israel Start-Up Nation - Jumbo-Visma - Lotto Soudal - Movistar Team - Team BikeExchange - Team DSM - Qhubeka Assos - Trek-Segafredo - UAE Team Emirates ProTeam- Alpecin-Fenix |
| |

## Recorrido
El UAE Tour dispuso de siete etapas dividido en cuatro etapas llanas, una contrarreloj individual, y dos etapas de montaña para un recorrido total de 1045 kilómetros.
| Etapa     | Fecha     | Recorrido                             | type                    | Distancia (km) | Ganador              | Líder                |
| --------- | --------- | ------------------------------------- | ----------------------- | -------------- | -------------------- | -------------------- |
| 1.ª etapa | 21 de feb | Al Dhafra Castle – Al Mirfa           | etapa llana             | 176            | Mathieu van der Poel | Mathieu van der Poel |
| 2.ª etapa | 22 de feb | Isla Al Hudayriat – Isla Al Hudayriat | contrarreloj individual | 13             | Filippo Ganna        | Tadej Pogačar        |
| 3.ª etapa | 23 de feb | Al Ain – Jabal Hafit                  | etapa de montaña        | 166            | Tadej Pogačar        | Tadej Pogačar        |
| 4.ª etapa | 24 de feb | Al Marjan Island – Al Marjan Island   | etapa llana             | 204            | Sam Bennett          | Tadej Pogačar        |
| 5.ª etapa | 25 de feb | Fuyaira – Jebel Jais                  | etapa de montaña        | 170            | Jonas Vingegaard     | Tadej Pogačar        |
| 6.ª etapa | 26 de feb | Palma Deira – Palma Jumeirah          | etapa llana             | 168            | Sam Bennett          | Tadej Pogačar        |
| 7.ª etapa | 27 de feb | Yas Mall – Abu Dhabi                  | etapa llana             | 147            | Caleb Ewan           | Tadej Pogačar        |

## Desarrollo de la carrera

### 1.ª etapa
| Al Dhafra Castle - Al Mirfa | etapa llana | (176 km) |

| \| Clasificación de la etapa \| Clasificación de la etapa \| Clasificación de la etapa \| Clasificación de la etapa \| Clasificación de la etapa \| \| Ciclista \| Ciclista \| Equipo \| Tiempo \| \| \| ------------------------- \| ------------------------- \| ------------------------- \| ------------------------- \| ------------------------- \| \| 1.º \| Mathieu van der Poel \| Alpecin-Fenix \| 3 h 45 min 47 s \| \| \| 2.º \| David Dekker \| Jumbo-Visma \| + 0 s \| \| \| 3.º \| Michael Mørkøv \| Deceuninck-Quick Step \| + 0 s \| \| \| 4.º \| Emīls Liepiņš \| Trek-Segafredo \| + 0 s \| \| \| 5.º \| Elia Viviani \| Cofidis \| + 0 s \| \| \| 6.º \| Tadej Pogačar \| UAE Team Emirates \| + 0 s \| \| \| 7.º \| Anthony Roux \| Groupama-FDJ \| + 0 s \| \| \| 8.º \| Chris Harper \| Jumbo-Visma \| + 3 s \| \| \| 9.º \| João Almeida \| Deceuninck-Quick Step \| + 3 s \| \| \| 10.º \| Fausto Masnada \| Deceuninck-Quick Step \| + 3 s \| \| |                      |                       |                 |
| |                      |                       |                 |
| Fuente: ProCyclingStats |                      |                       |                 |
| Clasificación de la etapa |                      |                       |                 |
| Ciclista | Ciclista             | Equipo                | Tiempo          |
| 1.º | Mathieu van der Poel | Alpecin-Fenix         | 3 h 45 min 47 s |
| 2.º | David Dekker         | Jumbo-Visma           | + 0 s           |
| 3.º | Michael Mørkøv       | Deceuninck-Quick Step | + 0 s           |
| 4.º | Emīls Liepiņš        | Trek-Segafredo        | + 0 s           |
| 5.º | Elia Viviani         | Cofidis               | + 0 s           |
| 6.º | Tadej Pogačar        | UAE Team Emirates     | + 0 s           |
| 7.º | Anthony Roux         | Groupama-FDJ          | + 0 s           |
| 8.º | Chris Harper         | Jumbo-Visma           | + 3 s           |
| 9.º | João Almeida         | Deceuninck-Quick Step | + 3 s           |
| 10.º | Fausto Masnada       | Deceuninck-Quick Step | + 3 s           |

| \| Clasificación general \| Clasificación general \| Clasificación general \| Clasificación general \| Clasificación general \| \| Ciclista \| Ciclista \| Equipo \| Tiempo \| \| \| --------------------- \| --------------------- \| --------------------- \| --------------------- \| --------------------- \| \| 1.º \| Mathieu van der Poel \| Alpecin-Fenix \| 3 h 45 min 37 s \| \| \| 2.º \| David Dekker \| Jumbo-Visma \| + 4 s \| \| \| 3.º \| Michael Mørkøv \| Deceuninck-Quick Step \| + 6 s \| \| \| 4.º \| João Almeida \| Deceuninck-Quick Step \| + 7 s \| \| \| 5.º \| Tadej Pogačar \| UAE Team Emirates \| + 8 s \| \| \| 6.º \| Emīls Liepiņš \| Trek-Segafredo \| + 10 s \| \| \| 7.º \| Elia Viviani \| Cofidis \| + 10 s \| \| \| 8.º \| Anthony Roux \| Groupama-FDJ \| + 10 s \| \| \| 9.º \| Damiano Caruso \| Bahrain Victorious \| + 10 s \| \| \| 10.º \| Chris Harper \| Jumbo-Visma \| + 13 s \| \| |                      |                       |                 |
| |                      |                       |                 |
| Fuente: ProCyclingStats |                      |                       |                 |
| Clasificación general |                      |                       |                 |
| Ciclista | Ciclista             | Equipo                | Tiempo          |
| 1.º | Mathieu van der Poel | Alpecin-Fenix         | 3 h 45 min 37 s |
| 2.º | David Dekker         | Jumbo-Visma           | + 4 s           |
| 3.º | Michael Mørkøv       | Deceuninck-Quick Step | + 6 s           |
| 4.º | João Almeida         | Deceuninck-Quick Step | + 7 s           |
| 5.º | Tadej Pogačar        | UAE Team Emirates     | + 8 s           |
| 6.º | Emīls Liepiņš        | Trek-Segafredo        | + 10 s          |
| 7.º | Elia Viviani         | Cofidis               | + 10 s          |
| 8.º | Anthony Roux         | Groupama-FDJ          | + 10 s          |
| 9.º | Damiano Caruso       | Bahrain Victorious    | + 10 s          |
| 10.º | Chris Harper         | Jumbo-Visma           | + 13 s          |

### 2.ª etapa
| Isla Al Hudayriat - Isla Al Hudayriat | contrarreloj individual | (13 km) |

| \| Clasificación de la etapa \| Clasificación de la etapa \| Clasificación de la etapa \| Clasificación de la etapa \| Clasificación de la etapa \| \| Ciclista \| Ciclista \| Equipo \| Tiempo \| \| \| ------------------------- \| ------------------------- \| ------------------------- \| ------------------------- \| ------------------------- \| \| 1.º \| Filippo Ganna \| Ineos Grenadiers \| 13 min 56 s \| \| \| 2.º \| Stefan Bissegger \| EF Education-Nippo \| + 14 s \| \| \| 3.º \| Mikkel Bjerg \| UAE Team Emirates \| + 21 s \| \| \| 4.º \| Tadej Pogačar \| UAE Team Emirates \| + 24 s \| \| \| 5.º \| Luis León Sánchez \| Astana-Premier Tech \| + 30 s \| \| \| 6.º \| João Almeida \| Deceuninck-Quick Step \| + 30 s \| \| \| 7.º \| Max Walscheid \| Qhubeka Assos \| + 32 s \| \| \| 8.º \| Stefan de Bod \| Astana-Premier Tech \| + 33 s \| \| \| 9.º \| Daniel Felipe Martínez \| Ineos Grenadiers \| + 36 s \| \| \| 10.º \| Matthias Brändle \| Israel Start-Up Nation \| + 38 s \| \| |                        |                        |             |
| |                        |                        |             |
| Fuente: ProCyclingStats |                        |                        |             |
| Clasificación de la etapa |                        |                        |             |
| Ciclista | Ciclista               | Equipo                 | Tiempo      |
| 1.º | Filippo Ganna          | Ineos Grenadiers       | 13 min 56 s |
| 2.º | Stefan Bissegger       | EF Education-Nippo     | + 14 s      |
| 3.º | Mikkel Bjerg           | UAE Team Emirates      | + 21 s      |
| 4.º | Tadej Pogačar          | UAE Team Emirates      | + 24 s      |
| 5.º | Luis León Sánchez      | Astana-Premier Tech    | + 30 s      |
| 6.º | João Almeida           | Deceuninck-Quick Step  | + 30 s      |
| 7.º | Max Walscheid          | Qhubeka Assos          | + 32 s      |
| 8.º | Stefan de Bod          | Astana-Premier Tech    | + 33 s      |
| 9.º | Daniel Felipe Martínez | Ineos Grenadiers       | + 36 s      |
| 10.º | Matthias Brändle       | Israel Start-Up Nation | + 38 s      |

| \| Clasificación general \| Clasificación general \| Clasificación general \| Clasificación general \| Clasificación general \| \| Ciclista \| Ciclista \| Equipo \| Tiempo \| \| \| --------------------- \| --------------------- \| --------------------- \| --------------------- \| --------------------- \| \| 1.º \| Tadej Pogačar \| UAE Team Emirates \| 4 h 00 min 05 s \| \| \| 2.º \| João Almeida \| Deceuninck-Quick Step \| + 5 s \| \| \| 3.º \| Mattia Cattaneo \| Deceuninck-Quick Step \| + 18 s \| \| \| 4.º \| Chris Harper \| Jumbo-Visma \| + 33 s \| \| \| 5.º \| Adam Yates \| Ineos Grenadiers \| + 39 s \| \| \| 6.º \| Neilson Powless \| EF Education-Nippo \| + 41 s \| \| \| 7.º \| Anthony Roux \| Groupama-FDJ \| + 45 s \| \| \| 8.º \| David Dekker \| Jumbo-Visma \| + 46 s \| \| \| 9.º \| Michael Mørkøv \| Deceuninck-Quick Step \| + 47 s \| \| \| 10.º \| Mattias Skjelmose \| Trek-Segafredo \| + 48 s \| \| |                   |                       |                 |
| |                   |                       |                 |
| Fuente: ProCyclingStats |                   |                       |                 |
| Clasificación general |                   |                       |                 |
| Ciclista | Ciclista          | Equipo                | Tiempo          |
| 1.º | Tadej Pogačar     | UAE Team Emirates     | 4 h 00 min 05 s |
| 2.º | João Almeida      | Deceuninck-Quick Step | + 5 s           |
| 3.º | Mattia Cattaneo   | Deceuninck-Quick Step | + 18 s          |
| 4.º | Chris Harper      | Jumbo-Visma           | + 33 s          |
| 5.º | Adam Yates        | Ineos Grenadiers      | + 39 s          |
| 6.º | Neilson Powless   | EF Education-Nippo    | + 41 s          |
| 7.º | Anthony Roux      | Groupama-FDJ          | + 45 s          |
| 8.º | David Dekker      | Jumbo-Visma           | + 46 s          |
| 9.º | Michael Mørkøv    | Deceuninck-Quick Step | + 47 s          |
| 10.º | Mattias Skjelmose | Trek-Segafredo        | + 48 s          |

### 3.ª etapa
| Al Ain - Jabal Hafit | etapa de montaña | (166 km) |

| \| Clasificación de la etapa \| Clasificación de la etapa \| Clasificación de la etapa \| Clasificación de la etapa \| Clasificación de la etapa \| \| Ciclista \| Ciclista \| Equipo \| Tiempo \| \| \| ------------------------- \| ------------------------- \| ------------------------- \| ------------------------- \| ------------------------- \| \| 1.º \| Tadej Pogačar \| UAE Team Emirates \| 3 h 58 min 27 s \| \| \| 2.º \| Adam Yates \| Ineos Grenadiers \| + 0 s \| \| \| 3.º \| Sergio Higuita \| EF Education-Nippo \| + 47 s \| \| \| 4.º \| Emanuel Buchmann \| Bora-Hansgrohe \| + 47 s \| \| \| 5.º \| Harm Vanhoucke \| Lotto-Soudal \| + 47 s \| \| \| 6.º \| João Almeida \| Deceuninck-Quick Step \| + 47 s \| \| \| 7.º \| Florian Stork \| Team DSM \| + 54 s \| \| \| 8.º \| Neilson Powless \| EF Education-Nippo \| + 54 s \| \| \| 9.º \| Chris Harper \| Jumbo-Visma \| + 1 min 00 s \| \| \| 10.º \| Geoffrey Bouchard \| AG2R Citroën Team \| + 1 min 09 s \| \| |                   |                       |                 |
| |                   |                       |                 |
| Fuente: ProCyclingStats |                   |                       |                 |
| Clasificación de la etapa |                   |                       |                 |
| Ciclista | Ciclista          | Equipo                | Tiempo          |
| 1.º | Tadej Pogačar     | UAE Team Emirates     | 3 h 58 min 27 s |
| 2.º | Adam Yates        | Ineos Grenadiers      | + 0 s           |
| 3.º | Sergio Higuita    | EF Education-Nippo    | + 47 s          |
| 4.º | Emanuel Buchmann  | Bora-Hansgrohe        | + 47 s          |
| 5.º | Harm Vanhoucke    | Lotto-Soudal          | + 47 s          |
| 6.º | João Almeida      | Deceuninck-Quick Step | + 47 s          |
| 7.º | Florian Stork     | Team DSM              | + 54 s          |
| 8.º | Neilson Powless   | EF Education-Nippo    | + 54 s          |
| 9.º | Chris Harper      | Jumbo-Visma           | + 1 min 00 s    |
| 10.º | Geoffrey Bouchard | AG2R Citroën Team     | + 1 min 09 s    |

| \| Clasificación general \| Clasificación general \| Clasificación general \| Clasificación general \| Clasificación general \| \| Ciclista \| Ciclista \| Equipo \| Tiempo \| \| \| --------------------- \| ----------------------- \| --------------------- \| --------------------- \| --------------------- \| \| 1.º \| Tadej Pogačar \| UAE Team Emirates \| 7 h 58 min 30 s \| \| \| 2.º \| Adam Yates \| Ineos Grenadiers \| + 43 s \| \| \| 3.º \| João Almeida \| Deceuninck-Quick Step \| + 1 min 03 s \| \| \| 4.º \| Chris Harper \| Jumbo-Visma \| + 1 min 43 s \| \| \| 5.º \| Neilson Powless \| EF Education-Nippo \| + 1 min 45 s \| \| \| 6.º \| Mattias Skjelmose \| Trek-Segafredo \| + 2 min 36 s \| \| \| 7.º \| Damiano Caruso \| Bahrain Victorious \| + 2 min 38 s \| \| \| 8.º \| Mattia Cattaneo \| Deceuninck-Quick Step \| + 2 min 39 s \| \| \| 9.º \| Rubén Fernández Andújar \| Cofidis \| + 3 min 32 s \| \| \| 10.º \| Fausto Masnada \| Deceuninck-Quick Step \| + 4 min 47 s \| \| |                         |                       |                 |
| |                         |                       |                 |
| Fuente: ProCyclingStats |                         |                       |                 |
| Clasificación general |                         |                       |                 |
| Ciclista | Ciclista                | Equipo                | Tiempo          |
| 1.º | Tadej Pogačar           | UAE Team Emirates     | 7 h 58 min 30 s |
| 2.º | Adam Yates              | Ineos Grenadiers      | + 43 s          |
| 3.º | João Almeida            | Deceuninck-Quick Step | + 1 min 03 s    |
| 4.º | Chris Harper            | Jumbo-Visma           | + 1 min 43 s    |
| 5.º | Neilson Powless         | EF Education-Nippo    | + 1 min 45 s    |
| 6.º | Mattias Skjelmose       | Trek-Segafredo        | + 2 min 36 s    |
| 7.º | Damiano Caruso          | Bahrain Victorious    | + 2 min 38 s    |
| 8.º | Mattia Cattaneo         | Deceuninck-Quick Step | + 2 min 39 s    |
| 9.º | Rubén Fernández Andújar | Cofidis               | + 3 min 32 s    |
| 10.º | Fausto Masnada          | Deceuninck-Quick Step | + 4 min 47 s    |

### 4.ª etapa
| Al Marjan Island - Al Marjan Island | etapa llana | (204 km) |

| \| Clasificación de la etapa \| Clasificación de la etapa \| Clasificación de la etapa \| Clasificación de la etapa \| Clasificación de la etapa \| \| Ciclista \| Ciclista \| Equipo \| Tiempo \| \| \| ------------------------- \| ------------------------- \| ------------------------- \| ------------------------- \| ------------------------- \| \| 1.º \| Sam Bennett \| Deceuninck-Quick Step \| 4 h 51 min 51 s \| \| \| 2.º \| David Dekker \| Jumbo-Visma \| + 0 s \| \| \| 3.º \| Caleb Ewan \| Lotto-Soudal \| + 0 s \| \| \| 4.º \| Elia Viviani \| Cofidis \| + 0 s \| \| \| 5.º \| Matteo Moschetti \| Trek-Segafredo \| + 0 s \| \| \| 6.º \| Pascal Ackermann \| Bora-Hansgrohe \| + 0 s \| \| \| 7.º \| Phil Bauhaus \| Bahrain Victorious \| + 0 s \| \| \| 8.º \| Giacomo Nizzolo \| Qhubeka Assos \| + 0 s \| \| \| 9.º \| Fernando Gaviria \| UAE Team Emirates \| + 0 s \| \| \| 10.º \| Kaden Groves \| BikeExchange \| + 0 s \| \| |                  |                       |                 |
| |                  |                       |                 |
| Fuente: ProCyclingStats |                  |                       |                 |
| Clasificación de la etapa |                  |                       |                 |
| Ciclista | Ciclista         | Equipo                | Tiempo          |
| 1.º | Sam Bennett      | Deceuninck-Quick Step | 4 h 51 min 51 s |
| 2.º | David Dekker     | Jumbo-Visma           | + 0 s           |
| 3.º | Caleb Ewan       | Lotto-Soudal          | + 0 s           |
| 4.º | Elia Viviani     | Cofidis               | + 0 s           |
| 5.º | Matteo Moschetti | Trek-Segafredo        | + 0 s           |
| 6.º | Pascal Ackermann | Bora-Hansgrohe        | + 0 s           |
| 7.º | Phil Bauhaus     | Bahrain Victorious    | + 0 s           |
| 8.º | Giacomo Nizzolo  | Qhubeka Assos         | + 0 s           |
| 9.º | Fernando Gaviria | UAE Team Emirates     | + 0 s           |
| 10.º | Kaden Groves     | BikeExchange          | + 0 s           |

| \| Clasificación general \| Clasificación general \| Clasificación general \| Clasificación general \| Clasificación general \| \| Ciclista \| Ciclista \| Equipo \| Tiempo \| \| \| --------------------- \| ----------------------- \| --------------------- \| --------------------- \| --------------------- \| \| 1.º \| Tadej Pogačar \| UAE Team Emirates \| 12 h 50 min 21 s \| \| \| 2.º \| Adam Yates \| Ineos Grenadiers \| + 43 s \| \| \| 3.º \| João Almeida \| Deceuninck-Quick Step \| + 1 min 03 s \| \| \| 4.º \| Chris Harper \| Jumbo-Visma \| + 1 min 43 s \| \| \| 5.º \| Neilson Powless \| EF Education-Nippo \| + 1 min 45 s \| \| \| 6.º \| Mattias Skjelmose \| Trek-Segafredo \| + 2 min 36 s \| \| \| 7.º \| Mattia Cattaneo \| Deceuninck-Quick Step \| + 2 min 38 s \| \| \| 8.º \| Damiano Caruso \| Bahrain Victorious \| + 2 min 38 s \| \| \| 9.º \| Rubén Fernández Andújar \| Cofidis \| + 3 min 32 s \| \| \| 10.º \| Fausto Masnada \| Deceuninck-Quick Step \| + 4 min 47 s \| \| |                         |                       |                  |
| |                         |                       |                  |
| Fuente: ProCyclingStats |                         |                       |                  |
| Clasificación general |                         |                       |                  |
| Ciclista | Ciclista                | Equipo                | Tiempo           |
| 1.º | Tadej Pogačar           | UAE Team Emirates     | 12 h 50 min 21 s |
| 2.º | Adam Yates              | Ineos Grenadiers      | + 43 s           |
| 3.º | João Almeida            | Deceuninck-Quick Step | + 1 min 03 s     |
| 4.º | Chris Harper            | Jumbo-Visma           | + 1 min 43 s     |
| 5.º | Neilson Powless         | EF Education-Nippo    | + 1 min 45 s     |
| 6.º | Mattias Skjelmose       | Trek-Segafredo        | + 2 min 36 s     |
| 7.º | Mattia Cattaneo         | Deceuninck-Quick Step | + 2 min 38 s     |
| 8.º | Damiano Caruso          | Bahrain Victorious    | + 2 min 38 s     |
| 9.º | Rubén Fernández Andújar | Cofidis               | + 3 min 32 s     |
| 10.º | Fausto Masnada          | Deceuninck-Quick Step | + 4 min 47 s     |

### 5.ª etapa
| Fuyaira - Jebel Jais | etapa de montaña | (170 km) |

| \| Clasificación de la etapa \| Clasificación de la etapa \| Clasificación de la etapa \| Clasificación de la etapa \| Clasificación de la etapa \| \| Ciclista \| Ciclista \| Equipo \| Tiempo \| \| \| ------------------------- \| ------------------------- \| ------------------------- \| ------------------------- \| ------------------------- \| \| 1.º \| Jonas Vingegaard \| Jumbo-Visma \| 4 h 19 min 08 s \| \| \| 2.º \| Tadej Pogačar \| UAE Team Emirates \| + 3 s \| \| \| 3.º \| Adam Yates \| Ineos Grenadiers \| + 3 s \| \| \| 4.º \| Sergio Higuita \| EF Education-Nippo \| + 5 s \| \| \| 5.º \| João Almeida \| Deceuninck-Quick Step \| + 6 s \| \| \| 6.º \| Nick Schultz \| BikeExchange \| + 6 s \| \| \| 7.º \| Sepp Kuss \| Jumbo-Visma \| + 8 s \| \| \| 8.º \| Wout Poels \| Bahrain Victorious \| + 8 s \| \| \| 9.º \| Ben Hermans \| Israel Start-Up Nation \| + 8 s \| \| \| 10.º \| Geoffrey Bouchard \| AG2R Citroën Team \| + 8 s \| \| |                   |                        |                 |
| |                   |                        |                 |
| Fuente: ProCyclingStats |                   |                        |                 |
| Clasificación de la etapa |                   |                        |                 |
| Ciclista | Ciclista          | Equipo                 | Tiempo          |
| 1.º | Jonas Vingegaard  | Jumbo-Visma            | 4 h 19 min 08 s |
| 2.º | Tadej Pogačar     | UAE Team Emirates      | + 3 s           |
| 3.º | Adam Yates        | Ineos Grenadiers       | + 3 s           |
| 4.º | Sergio Higuita    | EF Education-Nippo     | + 5 s           |
| 5.º | João Almeida      | Deceuninck-Quick Step  | + 6 s           |
| 6.º | Nick Schultz      | BikeExchange           | + 6 s           |
| 7.º | Sepp Kuss         | Jumbo-Visma            | + 8 s           |
| 8.º | Wout Poels        | Bahrain Victorious     | + 8 s           |
| 9.º | Ben Hermans       | Israel Start-Up Nation | + 8 s           |
| 10.º | Geoffrey Bouchard | AG2R Citroën Team      | + 8 s           |

| \| Clasificación general \| Clasificación general \| Clasificación general \| Clasificación general \| Clasificación general \| \| Ciclista \| Ciclista \| Equipo \| Tiempo \| \| \| --------------------- \| ----------------------- \| --------------------- \| --------------------- \| --------------------- \| \| 1.º \| Tadej Pogačar \| UAE Team Emirates \| 12 h 50 min 21 s \| \| \| 2.º \| Adam Yates \| Ineos Grenadiers \| + 45 s \| \| \| 3.º \| João Almeida \| Deceuninck-Quick Step \| + 1 min 12 s \| \| \| 4.º \| Chris Harper \| Jumbo-Visma \| + 1 min 54 s \| \| \| 5.º \| Neilson Powless \| EF Education-Nippo \| + 1 min 56 s \| \| \| 6.º \| Mattias Skjelmose \| Trek-Segafredo \| + 2 min 47 s \| \| \| 7.º \| Damiano Caruso \| Bahrain Victorious \| + 2 min 49 s \| \| \| 8.º \| Mattia Cattaneo \| Deceuninck-Quick Step \| + 4 min 03 s \| \| \| 9.º \| Rubén Fernández Andújar \| Cofidis \| + 4 min 23 s \| \| \| 10.º \| Fausto Masnada \| Deceuninck-Quick Step \| + 6 min 40 s \| \| |                         |                       |                  |
| |                         |                       |                  |
| Fuente: ProCyclingStats |                         |                       |                  |
| Clasificación general |                         |                       |                  |
| Ciclista | Ciclista                | Equipo                | Tiempo           |
| 1.º | Tadej Pogačar           | UAE Team Emirates     | 12 h 50 min 21 s |
| 2.º | Adam Yates              | Ineos Grenadiers      | + 45 s           |
| 3.º | João Almeida            | Deceuninck-Quick Step | + 1 min 12 s     |
| 4.º | Chris Harper            | Jumbo-Visma           | + 1 min 54 s     |
| 5.º | Neilson Powless         | EF Education-Nippo    | + 1 min 56 s     |
| 6.º | Mattias Skjelmose       | Trek-Segafredo        | + 2 min 47 s     |
| 7.º | Damiano Caruso          | Bahrain Victorious    | + 2 min 49 s     |
| 8.º | Mattia Cattaneo         | Deceuninck-Quick Step | + 4 min 03 s     |
| 9.º | Rubén Fernández Andújar | Cofidis               | + 4 min 23 s     |
| 10.º | Fausto Masnada          | Deceuninck-Quick Step | + 6 min 40 s     |

### 6.ª etapa
| Palma Deira - Palma Jumeirah | etapa llana | (168 km) |

| \| Clasificación de la etapa \| Clasificación de la etapa \| Clasificación de la etapa \| Clasificación de la etapa \| Clasificación de la etapa \| \| Ciclista \| Ciclista \| Equipo \| Tiempo \| \| \| ------------------------- \| ------------------------- \| ------------------------- \| ------------------------- \| ------------------------- \| \| 1.º \| Sam Bennett \| Deceuninck-Quick Step \| 3 h 32 min 23 s \| \| \| 2.º \| Elia Viviani \| Cofidis \| + 0 s \| \| \| 3.º \| Pascal Ackermann \| Bora-Hansgrohe \| + 0 s \| \| \| 4.º \| David Dekker \| Jumbo-Visma \| + 0 s \| \| \| 5.º \| Fernando Gaviria \| UAE Team Emirates \| + 0 s \| \| \| 6.º \| Giacomo Nizzolo \| Qhubeka Assos \| + 0 s \| \| \| 7.º \| Kaden Groves \| BikeExchange \| + 0 s \| \| \| 8.º \| André Greipel \| Israel Start-Up Nation \| + 0 s \| \| \| 9.º \| Cees Bol \| Team DSM \| + 0 s \| \| \| 10.º \| Michael Mørkøv \| Deceuninck-Quick Step \| + 0 s \| \| |                  |                        |                 |
| |                  |                        |                 |
| Fuente: ProCyclingStats |                  |                        |                 |
| Clasificación de la etapa |                  |                        |                 |
| Ciclista | Ciclista         | Equipo                 | Tiempo          |
| 1.º | Sam Bennett      | Deceuninck-Quick Step  | 3 h 32 min 23 s |
| 2.º | Elia Viviani     | Cofidis                | + 0 s           |
| 3.º | Pascal Ackermann | Bora-Hansgrohe         | + 0 s           |
| 4.º | David Dekker     | Jumbo-Visma            | + 0 s           |
| 5.º | Fernando Gaviria | UAE Team Emirates      | + 0 s           |
| 6.º | Giacomo Nizzolo  | Qhubeka Assos          | + 0 s           |
| 7.º | Kaden Groves     | BikeExchange           | + 0 s           |
| 8.º | André Greipel    | Israel Start-Up Nation | + 0 s           |
| 9.º | Cees Bol         | Team DSM               | + 0 s           |
| 10.º | Michael Mørkøv   | Deceuninck-Quick Step  | + 0 s           |

| \| Clasificación general \| Clasificación general \| Clasificación general \| Clasificación general \| Clasificación general \| \| Ciclista \| Ciclista \| Equipo \| Tiempo \| \| \| --------------------- \| ----------------------- \| --------------------- \| --------------------- \| --------------------- \| \| 1.º \| Tadej Pogačar \| UAE Team Emirates \| 20 h 41 min 59 s \| \| \| 2.º \| Adam Yates \| Ineos Grenadiers \| + 35 s \| \| \| 3.º \| João Almeida \| Deceuninck-Quick Step \| + 1 min 02 s \| \| \| 4.º \| Chris Harper \| Jumbo-Visma \| + 1 min 44 s \| \| \| 5.º \| Neilson Powless \| EF Education-Nippo \| + 1 min 46 s \| \| \| 6.º \| Mattias Skjelmose \| Trek-Segafredo \| + 2 min 37 s \| \| \| 7.º \| Damiano Caruso \| Bahrain Victorious \| + 2 min 39 s \| \| \| 8.º \| Mattia Cattaneo \| Deceuninck-Quick Step \| + 3 min 53 s \| \| \| 9.º \| Rubén Fernández Andújar \| Cofidis \| + 4 min 13 s \| \| \| 10.º \| Fausto Masnada \| Deceuninck-Quick Step \| + 6 min 30 s \| \| |                         |                       |                  |
| |                         |                       |                  |
| Fuente: ProCyclingStats |                         |                       |                  |
| Clasificación general |                         |                       |                  |
| Ciclista | Ciclista                | Equipo                | Tiempo           |
| 1.º | Tadej Pogačar           | UAE Team Emirates     | 20 h 41 min 59 s |
| 2.º | Adam Yates              | Ineos Grenadiers      | + 35 s           |
| 3.º | João Almeida            | Deceuninck-Quick Step | + 1 min 02 s     |
| 4.º | Chris Harper            | Jumbo-Visma           | + 1 min 44 s     |
| 5.º | Neilson Powless         | EF Education-Nippo    | + 1 min 46 s     |
| 6.º | Mattias Skjelmose       | Trek-Segafredo        | + 2 min 37 s     |
| 7.º | Damiano Caruso          | Bahrain Victorious    | + 2 min 39 s     |
| 8.º | Mattia Cattaneo         | Deceuninck-Quick Step | + 3 min 53 s     |
| 9.º | Rubén Fernández Andújar | Cofidis               | + 4 min 13 s     |
| 10.º | Fausto Masnada          | Deceuninck-Quick Step | + 6 min 30 s     |

### 7.ª etapa
| Yas Mall - Abu Dhabi | etapa llana | (147 km) |

| \| Clasificación de la etapa \| Clasificación de la etapa \| Clasificación de la etapa \| Clasificación de la etapa \| Clasificación de la etapa \| \| Ciclista \| Ciclista \| Equipo \| Tiempo \| \| \| ------------------------- \| ------------------------- \| ---------------------------------- \| ------------------------- \| ------------------------- \| \| 1.º \| Caleb Ewan \| Lotto-Soudal \| 3 h 18 min 29 s \| \| \| 2.º \| Sam Bennett \| Deceuninck-Quick Step \| + 0 s \| \| \| 3.º \| Phil Bauhaus \| Bahrain Victorious \| + 0 s \| \| \| 4.º \| Michael Mørkøv \| Deceuninck-Quick Step \| + 0 s \| \| \| 5.º \| Cees Bol \| Team DSM \| + 0 s \| \| \| 6.º \| André Greipel \| Israel Start-Up Nation \| + 0 s \| \| \| 7.º \| Andrea Vendrame \| AG2R Citroën Team \| + 0 s \| \| \| 8.º \| Luka Mezgec \| BikeExchange \| + 0 s \| \| \| 9.º \| Riccardo Minali \| Intermarché-Wanty-Gobert Matériaux \| + 0 s \| \| \| 10.º \| Yevgeniy Gidich \| Astana-Premier Tech \| + 0 s \| \| |                 |                                    |                 |
| |                 |                                    |                 |
| Fuente: ProCyclingStats |                 |                                    |                 |
| Clasificación de la etapa |                 |                                    |                 |
| Ciclista | Ciclista        | Equipo                             | Tiempo          |
| 1.º | Caleb Ewan      | Lotto-Soudal                       | 3 h 18 min 29 s |
| 2.º | Sam Bennett     | Deceuninck-Quick Step              | + 0 s           |
| 3.º | Phil Bauhaus    | Bahrain Victorious                 | + 0 s           |
| 4.º | Michael Mørkøv  | Deceuninck-Quick Step              | + 0 s           |
| 5.º | Cees Bol        | Team DSM                           | + 0 s           |
| 6.º | André Greipel   | Israel Start-Up Nation             | + 0 s           |
| 7.º | Andrea Vendrame | AG2R Citroën Team                  | + 0 s           |
| 8.º | Luka Mezgec     | BikeExchange                       | + 0 s           |
| 9.º | Riccardo Minali | Intermarché-Wanty-Gobert Matériaux | + 0 s           |
| 10.º | Yevgeniy Gidich | Astana-Premier Tech                | + 0 s           |

## Clasificaciones finales
- Las clasificaciones finalizaron de la siguiente forma:[3]

### Clasificación general
| \| Clasificación general \| Clasificación general \| Clasificación general \| Clasificación general \| Clasificación general \| \| Ciclista \| Ciclista \| Equipo \| Tiempo \| \| \| --------------------- \| ----------------------- \| --------------------- \| --------------------- \| --------------------- \| \| 1.º \| Tadej Pogačar \| UAE Team Emirates \| 24 h 00 min 28 s \| \| \| 2.º \| Adam Yates \| Ineos Grenadiers \| + 35 s \| \| \| 3.º \| João Almeida \| Deceuninck-Quick Step \| + 1 min 02 s \| \| \| 4.º \| Chris Harper \| Jumbo-Visma \| + 1 min 42 s \| \| \| 5.º \| Neilson Powless \| EF Education-Nippo \| + 1 min 45 s \| \| \| 6.º \| Mattias Skjelmose \| Trek-Segafredo \| + 2 min 37 s \| \| \| 7.º \| Damiano Caruso \| Bahrain Victorious \| + 2 min 39 s \| \| \| 8.º \| Mattia Cattaneo \| Deceuninck-Quick Step \| + 3 min 53 s \| \| \| 9.º \| Rubén Fernández Andújar \| Cofidis \| + 4 min 13 s \| \| \| 10.º \| Fausto Masnada \| Deceuninck-Quick Step \| + 6 min 30 s \| \| |                         |                       |                  |
| |                         |                       |                  |
| Fuente: ProCyclingStats |                         |                       |                  |
| Clasificación general |                         |                       |                  |
| Ciclista | Ciclista                | Equipo                | Tiempo           |
| 1.º | Tadej Pogačar           | UAE Team Emirates     | 24 h 00 min 28 s |
| 2.º | Adam Yates              | Ineos Grenadiers      | + 35 s           |
| 3.º | João Almeida            | Deceuninck-Quick Step | + 1 min 02 s     |
| 4.º | Chris Harper            | Jumbo-Visma           | + 1 min 42 s     |
| 5.º | Neilson Powless         | EF Education-Nippo    | + 1 min 45 s     |
| 6.º | Mattias Skjelmose       | Trek-Segafredo        | + 2 min 37 s     |
| 7.º | Damiano Caruso          | Bahrain Victorious    | + 2 min 39 s     |
| 8.º | Mattia Cattaneo         | Deceuninck-Quick Step | + 3 min 53 s     |
| 9.º | Rubén Fernández Andújar | Cofidis               | + 4 min 13 s     |
| 10.º | Fausto Masnada          | Deceuninck-Quick Step | + 6 min 30 s     |

### Clasificación de los puntos
| Clasificación por puntos | Clasificación por puntos | Clasificación por puntos | Clasificación por puntos | Clasificación por puntos |
| Ciclista                 | Ciclista                 | Equipo                   | Puntos                   |                          |
| ------------------------ | ------------------------ | ------------------------ | ------------------------ | ------------------------ |
| 1.º                      | David Dekker             | Jumbo-Visma              | 66 pts                   |                          |
| 2.º                      | Sam Bennett              | Deceuninck-Quick Step    | 56 pts                   |                          |
| 3.º                      | Tadej Pogačar            | UAE Team Emirates        | 51 pts                   |                          |
| 4.º                      | João Almeida             | Deceuninck-Quick Step    | 35 pts                   |                          |
| 5.º                      | Tony Gallopin            | AG2R Citroën Team        | 33 pts                   |                          |
| 6.º                      | Elia Viviani             | Cofidis                  | 33 pts                   |                          |
| 7.º                      | Caleb Ewan               | Lotto-Soudal             | 32 pts                   |                          |
| 8.º                      | Adam Yates               | Ineos Grenadiers         | 28 pts                   |                          |
| 9.º                      | Michael Mørkøv           | Deceuninck-Quick Step    | 28 pts                   |                          |
| 10.º                     | Filippo Ganna            | Ineos Grenadiers         | 21 pts                   |                          |

### Clasificación de los jóvenes
| Clasificación del mejor joven | Clasificación del mejor joven | Clasificación del mejor joven | Clasificación del mejor joven | Clasificación del mejor joven |
| Ciclista                      | Ciclista                      | Equipo                        | Tiempo                        |                               |
| ----------------------------- | ----------------------------- | ----------------------------- | ----------------------------- | ----------------------------- |
| 1.º                           | Tadej Pogačar                 | UAE Team Emirates             | 24 h 00 min 28 s              |                               |
| 2.º                           | João Almeida                  | Deceuninck-Quick Step         | + 1 min 02 s                  |                               |
| 3.º                           | Neilson Powless               | EF Education-Nippo            | + 1 min 45 s                  |                               |
| 4.º                           | Mattias Skjelmose             | Trek-Segafredo                | + 2 min 37 s                  |                               |
| 5.º                           | Sergio Higuita                | EF Education-Nippo            | + 9 min 47 s                  |                               |
| 6.º                           | Stefan de Bod                 | Astana-Premier Tech           | + 12 min 34 s                 |                               |
| 7.º                           | Harm Vanhoucke                | Lotto-Soudal                  | + 13 min 05 s                 |                               |
| 8.º                           | Rémy Rochas                   | Cofidis                       | + 14 min 06 s                 |                               |
| 9.º                           | Mikkel Bjerg                  | UAE Team Emirates             | + 14 min 18 s                 |                               |
| 10.º                          | Samuele Battistella           | Astana-Premier Tech           | + 14 min 45 s                 |                               |

### Clasificación por equipos
| Clasificación por equipos | Clasificación por equipos          | Clasificación por equipos | Clasificación por equipos |
| Equipo                    | Equipo                             | Tiempo                    |                           |
| ------------------------- | ---------------------------------- | ------------------------- | ------------------------- |
| 1.º                       | UAE Team Emirates                  | 72 h 07 min 44 s          |                           |
| 2.º                       | Deceuninck-Quick Step              | + 5 min 10 s              |                           |
| 3.º                       | Jumbo-Visma                        | + 11 min 01 s             |                           |
| 4.º                       | Cofidis                            | + 16 min 28 s             |                           |
| 5.º                       | EF Education-Nippo                 | + 17 min 25 s             |                           |
| 6.º                       | Bahrain Victorious                 | + 18 min 59 s             |                           |
| 7.º                       | Astana-Premier Tech                | + 29 min 11 s             |                           |
| 8.º                       | Bora-Hansgrohe                     | + 32 min 12 s             |                           |
| 9.º                       | Trek-Segafredo                     | + 34 min 17 s             |                           |
| 10.º                      | Intermarché-Wanty-Gobert Matériaux | + 34 min 25 s             |                           |

## Evolución de las clasificaciones
| Etapa                   | Vencedor                | Clasificación general | Clasificación de los puntos | Clasificación de las metas volantes | Clasificación de los jóvenes | Clasificación por equipos |
| ----------------------- | ----------------------- | --------------------- | --------------------------- | ----------------------------------- | ---------------------------- | ------------------------- |
| 1.ª                     | Mathieu van der Poel    | Mathieu van der Poel  | Mathieu van der Poel        | João Almeida                        | David Dekker                 | Deceuninck-Quick Step     |
| 2.ª                     | Filippo Ganna           | Tadej Pogačar         | João Almeida                | João Almeida                        | Tadej Pogačar                | UAE Emirates              |
| 3.ª                     | Tadej Pogačar           | Tadej Pogačar         | Tadej Pogačar               | João Almeida                        | Tadej Pogačar                | UAE Emirates              |
| 4.ª                     | Sam Bennett             | Tadej Pogačar         | David Dekker                | Tony Gallopin                       | Tadej Pogačar                | UAE Emirates              |
| 5.ª                     | Jonas Vingegaard        | Tadej Pogačar         | Tadej Pogačar               | Thomas de Gendt                     | Tadej Pogačar                | UAE Emirates              |
| 6.ª                     | Sam Bennett             | Tadej Pogačar         | David Dekker                | Tony Gallopin                       | Tadej Pogačar                | UAE Emirates              |
| 7.ª                     | Caleb Ewan              | Tadej Pogačar         | David Dekker                | Tony Gallopin                       | Tadej Pogačar                | UAE Emirates              |
| Clasificaciones finales | Clasificaciones finales | Tadej Pogačar         | David Dekker                | Tony Gallopin                       | Tadej Pogačar                | UAE Emirates              |

## Ciclistas participantes y posiciones finales
Convenciones:
- AB-N: Abandono en la etapa "N"
- FLT-N: Retiro por llegada fuera del límite de tiempo en la etapa "N"
- NTS-N: No tomó la salida para la etapa "N"
- DES-N: Descalificado o expulsado en la etapa "N"

## UCI World Ranking
El UAE Tour otorgó puntos para el UCI World Ranking para corredores de los equipos en las categorías UCI WorldTeam, UCI ProTeam y Continental. Las siguientes tablas muestran el baremo de puntuación y los 10 corredores que obtuvieron más puntos:
| Posición              | 1.º | 2.º | 3.º | 4.º | 5.º | 6.º | 7.º | 8.º | 9.º | 10.º | 11.º | 12.º | 13.º-15.º | 16.º-25.º |
| Clasificación general | 300 | 250 | 215 | 175 | 120 | 115 | 95  | 75  | 60  | 50   | 40   | 35   | 5         | 3         |
| Por etapa             | 40  | 15  | 6   |     |     |     |     |     |     |      |      |      |           |           |
| Líder                 | 6   |     |     |     |     |     |     |     |     |      |      |      |           |           |

| Clasificación |                          |                            |         |       |       |       |
| Posición      | Ciclista                 | Equipo                     | General | Etapa | Líder | Total |
| ------------- | ------------------------ | -------------------------- | ------- | ----- | ----- | ----- |
| 1.º           | Tadej Pogačar            | UAE Emirates               | 300     | 55    | 30    | 385   |
| 2.º           | Adam Yates               | INEOS Grenadiers           | 250     | 21    | -     | 271   |
| 3.º           | João Almeida             | Deceuninck-Quick Step      | 215     | -     | -     | 215   |
| 4.º           | Chris Harper             | Jumbo-Visma                | 175     | -     | -     | 175   |
| 5.º           | Neilson Powless          | EF Education-NIPPO         | 120     | -     | -     | 120   |
| 6.º           | Mattias Skjelmose Jensen | Trek-Segafredo             | 115     | -     | -     | 115   |
| 7.º           | Damiano Caruso           | Bahrain Victorious         | 95      | -     | -     | 95    |
| 8.º           | Sam Bennett              | Deceuninck-Quick Step      | -       | 95    | -     | 95    |
| 9.º           | Mattia Cattaneo          | Deceuninck-Quick Step      | 75      | -     | -     | 75    |
| 10.º          | Rubén Fernández          | Cofidis, Solutions Crédits | 60      | -     | -     | 60    |